# بانيستر فليتشر (جونيور)

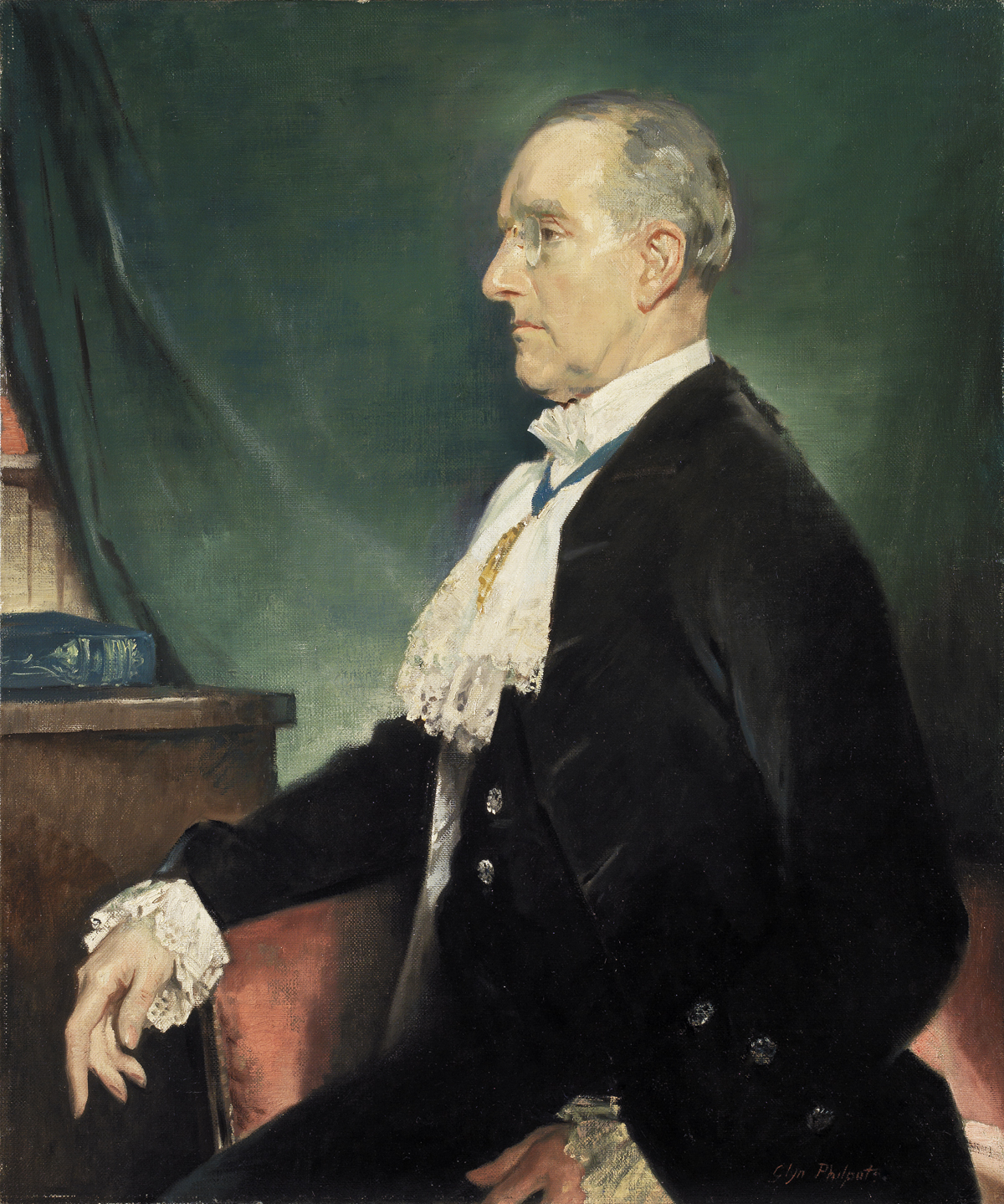
السير بانيستر فليتشر ، 1931 ، بقلم جلين فيلبوت

السير بانيستر فلايت فليتشر (15 فبراير 1866 - 17 أغسطس 1953)، مهندس معماري ومؤرخ معماري إنجليزي، كما كان والده، المسمى أيضًا بانيستر فليتشر. كتبوا الكتاب الدراسي القياسي تاريخ العمارة، والذي غالبًا ما يشار إليه أيضًا باسم بانيستر فليتشر.

## حياته
ولد فليتشر وتوفي في لندن، حيث تدرب في كينجز كوليدج وجامعة كوليدج. انظم الى مهنة والده في عام 1884 ، ودرس أيضًا في مدارس الأكاديمية الملكية ، والجمعية المعمارية ، ومدرسة الفنون الجميلة في باريس. أصبح شريكًا في عام 1889 ، وبعد وفاة والده في عام 1899 تولى هذه المهنة ، والتي استمرت تسمى بانيستر فليتشر وأولاده. عمل فليتشر بشكل وثيق مع أخيه الأصغر هربرت فيليبس فليتشر (1872-1916) وكذلك مع والده. كان هربرت أيضًا شريكًا في شركة العائلة وكتبوا بعض الكتب معًا. كان يعتبر "شخصية ثانوية في الحركة الحداثية" في بداية حياته المهنية ، وفضل بشكل عام الكتابة بدلاً من التصميم.
تضمن عمل بانيستر كمهندس معماري ما يلي:
1. مصنع جيليت على طريق جريت ويست ، في برينتفورد ، ميدلسكس
2. مدرسة جون روان (موقع Maze Hill) ، غرينتش[3]
3. القاعة الكبرى في مدرسة كينجز كوليدج ، ويمبلدون[4]
4. دير جرانج ، ليكفورد ، هامبشاير

في عام 1908 ، تأهل للعمل كمحام في المعبد الداخلي ، وتولى التحكيم والمشورة بشأن مسائل الملكية. حصل على لقب فارس عام 1919 وانتخب رئيسًا للمعهد الملكي للمهندسين المعماريين البريطانيين (RIBA) عام 1929 (حتى عام 1931). كان فليتشر مساحًا لشركة Worshipful of Carpenters وأصبح سيدًا في عام 1936 ، وهو المنصب الذي شغله والده أيضًا.
تزوج مرتين ، الأولى ، في عام 1914 ، من أليس بريثيرتون (ت 1932) ومرة أخرى في عام 1933. لم يكن لديه أطفال.

## تاريخ العمارة
كتب بانيستر فليتشر ووالده الطبعة الأولى من كتاب "تاريخ العمارة على الطريقة المقارنة" ، الذي نُشر عام 1896. وأصبح هذا عملًا مرجعيًا قياسيًا ، مع إصدارات محدثة نُشرت طوال القرن العشرين. كانت هناك مراجعة كبيرة للطبعة السادسة في عام 1921 ، عندما أعاد فليتشر وزوجته الأولى كتابة الكثير من النصوص. كان هذا بعد أكثر من عشرين عامًا من وفاة والده ، وفي هذه الطبعة ، تم إسقاط اسم والده ، واستبدل جورج جي وودوارد وآخرين الرسومات العديدة جدًا برسومات جديدة. وفقًا لـمورداونت كروك، ركزت هذه الطبعة على "تقديم تاريخ موجز عن العمارة العالمية" بحيث "حوّل فليتشر كتيبًا مفيدًا إلى كتاب مقدس حقيقي للطالب". أنتج فليتشر الطبعة السادسة عشرة قبل وفاته بفترة وجيزة في عام 1953.
تم نشر الإصدار الحادي والعشرين في عام 2019 ، وقام بتحريره موراي فريزر وكاثرين جريج ، تحت رعاية RIBA. أعيدت تسميته باسم التاريخ العالمي للهندسة المعمارية لسير بانيستر فليتشر ، ويهدف إلى تصحيح الخلل التاريخي المتمحور حول الغرب في المحتوى ، والذي عولج في الإصدارات السابقة ، ولكن لم يتم القضاء عليه. تدعي RIBA أن الإصدار الموسع ، الذي كتبه 88 خبيرًا من جميع أنحاء العالم ، يمثل المسح الأكثر شمولاً للهندسة المعمارية العالمية حتى الآن.

## شجرة العمارة
"شجرة العمارة" لبيانيستر فليتشر هو رسم تخطيطي يوضح بالتفصيل ما حدده فليتشر على أنه "فروع" من الطراز المعماري تبدأ بخمس فترات (بيروفية ، ومصرية ، ويونانية ، وآشورية ، وصينية ، ويابانية) وتبلغ ذروتها في النمط الأمريكي الحديث. نُشر المخطط في البداية كواجهة في الطبعة الأولى من كتاب فليتشر تاريخ العمارة على طريقة المقارنة للطالب والحرفي والهواة في عام 1896 ، وأعيد إنتاج المخطط في كل طبعة لاحقة من المنشور. يقترح فليتشر تطورًا تاريخيًا وثقافيًا للأنماط المعمارية من خلال سلسلة من الفروع المتتالية ، بعضها ينتهي قبل العصر الحديث بما في ذلك المكسيكي والهندي ، بينما يمكن تتبع الأنساب الأخرى عبر أجيال متعددة إلى القمة النهائية للأسلوب الحديث. كانت المنح الدراسية الحديثة تنتقد تركيز فليتشر الهرمي على أولوية التقاليد المعمارية لأوروبا الغربية.

## إرثه
- في وصيته ، ترك وصية لمدرسة بارتليت للهندسة المعمارية لافتتاح الجائزة السنوية ، جائزة وميدالية السير بانيستر فليتشر ، تخليداً لذكرى والده وشقيقه ونفسه.[8]

- ترك وصية لجمعية لندن لعقد محاضرة سنوية باسمه.[9]

- يقدم نادي المؤلفين ، الذي كان فليتشر رئيسًا له ، جائزة بانيستر فليتشر السنوية لأفضل كتاب في الفن أو العمارة.[10]
- كان مصورًا هاويًا. يمكن العثور على أمثلة لاعماله في مكتبة مكتبة كونواي للهندسة المعمارية في معهد كورتولد للفنون.[11]

## أعمال أخرى مختارة
- فليتشر ، بانيستر ، التطور الأخير للنهضة المبكرة في إنجلترا ، لندن: سي دبليو سويت ، 1894[2]
- أندريا بالاديو (1902) ، الذي لم يلق قبولًا جيدًا من قبل النقاد
- فليتشر ، بانيستر إف ؛ فليتشر ، إتش فيليبس ، النظافة المعمارية ؛ أو ، العلوم الصحية مطبقة على المباني ، لندن: فوردرينير ، 1902
- فليتشر ، بانيستر فليتشر ، السير بانيستر ؛ فليتشر ، هربرت فيليبس ، التحكيم: كتاب نصي للمحكمين ، الحكام وكل ما يتعلق بالتحكيم ، ولا سيما المهندسين المعماريين والمهندسين والمساحين في شكل مجدول ، مع القضايا الرئيسية التي تحكم ذلك ، وملحق للنماذج والقوانين والقواعد ، إلخ ، لندن: ب. باتسفورد ، 1904
- الأعمال المعمارية (1934) مع ويليام هانيفورد سميث

## اقرأ المزيد
- ماكين ، جون (2009) "السير بانيستر فليتشر: عمود قراءات ما بعد الاستعمار" ، مجلة الهندسة المعمارية ، 11 (2). ص 187 - 204. ISSN 1466-4410
- الرباط ، ناصر (2012) "الفن الإسلامي عند مفترق طرق؟" في Ed. جونود ، بينوا ؛ خليل ، جورج. ويبر ، ستيفان ؛ وولف ، غيرهارد ؛ الفن الإسلامي والمتحف: مقاربات للفن والآثار في العالم الإسلامي في القرن الحادي والعشرين (لندن: كتب الساقي ، 2012) ، 79-80.

### روابط خارجية
- وسائل الإعلام المتعلقة بانيستر فليتشر في ويكيميديا كومنز